# Computus
Computus (latin for "beregning") har siden den tidlige middelalder været anvendt som benævnelse for fastlæggelsen af påsken i kirkeåret.
Den grundlæggende regel blev fastlagt ved kirkemødet i Nikæa og siger, at påsken falder på den første søndag efter den første fuldmåne efter den 21. marts (normalt forårsjævndøgnet). Modsat jøderne valgte man her at indføre en teoretisk, "kirkelig måne" og bruge den som grundlag for fastlæggelsen af påsken.

## Beregning af datoen for påskesøndag
Der findes en lang række forskellige formler og metoder til at finde ud af, hvilken dato påskesøndag falder på i et givet år. En af de enkleste (for den historiske julianske kalender - ikke for den gregorianske kalender, som bruges i dag) blev præsenteret i 1991 af Jean Meeus:
1. Find 4-resten af årstallet, og kald resultatet a.
2. Find 7-resten af årstallet, og kald resultatet b.
3. Find 19-resten af årstallet, og kald resultatet c.
4. Beregn 19•c + 15. Find 30-resten af resultatet, og kald denne rest for d.
5. Beregn 2•a + 4•b − d + 34. Find 7-resten af resultatet, og kald denne rest for e.
6. Beregn d + e + 114, og kald resultatet for f.
7. Måneden er den heltallige kvotient af f / 31 (heltallige kvotient = rund ned til nærmeste hele tal)
8. Datoen findes som resten af f / 31, plus 1.

a, 4-resten, hænger sammen med skudårsrytmen.
b, 7-resten, hænger sammen med ugens længde og med søndagsbogstavet.
c, 19-resten, hænger sammen med gyldentallet, som er årets placering i månecirklen.

## Ortodoks påske
Fuldmånen i vestlige lande kan indtræffe på en lørdag, hvor det allerede er søndag i østlige lande; derved bliver der en uges forskel på påskesøndagen. I Vesten, som følger gregoriansk kalender, anvendes den cykliske beregning. I den ortodokse kirke regner man stadig efter  juliansk kalender, og dermed falder den ortodokse påske senere end den gregorianske.

## Datoer for påskesøndag
Påskesøndag kan falde på 35 forskellige datoer, hvoraf 22. marts er den tidligste og 25. april den seneste. Ikke siden 1818 er påskesøndagen faldet på den tidligste dato, og det sker ikke igen før i 2285. Påskesøndag faldt i 2008 på 23. marts;  næste gang det sker, vil være i 2160. Sidst, påskesøndag faldt på den senest mulige dato, var i 1943; det sker ikke igen før i 2038. 
Gennemgående forskydes datoen for påskesøndag årligt otte dage bagud, til den hopper frem igen. Datocyklusen gentages med 5.700.000 års mellemrum.  Den hyppigste dato for påskesøndag er 19. april. I løbet af en cyklus falder påskesøndag på denne dato 220.400 gange, dvs 3,9% af alle gange. I den nuværende periode mellem årstallene 1583 og 3000 vil påskesøndag imidlertid hyppigst falde på 16. april.